# Влатковић
Влатковић је српско и хрватско презиме изведено од јужнословенског мушког имена "Влатко". Познате особе са овим презименом су:
- Иван Влатковић (умро 1612), познатији као Иво Сењанин, хрватски одметник
- Угљеша Влатковић (око 1359—после 1427), српски племић